# Гольденберг Лев Ізраїльович
Го́льденберг Лев Ізра́їльович — український бібліограф і книгознавець, кандидат філологічних наук (1971), учасник 2-ї світової війни.

## Життєпис
Го́льденберг Лев Ізра́їльович народився 18 січня 1921 року в Києві — помер 24 жовтня 2016 року в Мілвокі, штат Вісконсин, США.
Закінчив Київський університет імені Тараса Шевченка, філологічний факультет (1947), працював завідувачем відділу Київської обласної бібліотеки. Згодом, у 1949 році перейшов до Центральної наукової бібліотеки АН УРСР (нині Національна бібліотека України імені В. І. Вернадського), де працював старшим редактором, згодом головним бібліографом у відділі бібліографії, а у 1973 — 1986 рр. — старшим науковим співробітником відділу книгознавства. Лев Ізраїльович — автор понад 200 наукових праць — бібліографічних покажчиків, статей і монографій з теорії та історії бібліографії, публікацій про українських письменників.

## Творчість
Високу оцінку фахівців здобули бібліографічні покажчики «Українська мова, 1918—1961 рр.» (К., 1963), «Слов'янська філологія на Україні, 1963—1967 рр.» (К., 1968), «Українська література в загальнослов'янському і світовому контексті» (Т.4: Література країн Центральної та Південно-Східної Європи на Україні: Матеріали до бібліографії (поч. XIX ст. — 1980 р.) — К., 1991), укладені у співавторстві з Н. Ф. Корольович, Л. В. Бєляєвою, Ф. К. Сараною, М. А. Вальо та ін.
Незамінними для читачів, вчених-літературознавців стали підготовлені ним путівники «Бібліографічні джерела українського літературознавства» (2-ге вид. — К., 1990), де подано всебічну систематизовану характеристику бібліографічних посібників та довідкових видань з української літературної бібліографії. Тут Лев Ізраїльович показав себе блискучим джерелознавцем, справжнім знавцем художньої літератури, української ретроспективної і поточної бібліографії.
Завдяки ерудиції, володінню іноземними мовами і багатогранному досвіду інформаційно-бібліографічної роботи Л. І. Гольденберг сприяв розкриттю фондів зарубіжної періодики в мережі бібліотек НАН України. За його ініціативою і безпосередньою участю були укладені анотовані покажчики «Информационно-библиографическая периодика зарубежных стран в фондах библиотек АН УССР» (К., 1975), «Зарубежные периодические и продолжающиеся издания по книжному делу в библиотеках АН УССР» (К., 1985). До того ж, він був відповідальним редактором фундаментального 8-томного зведеного каталога «Зарубежные периодические издания в фондах ЦНБ и библиотек научных учреждений АН УССР, 1665—1980» (К., 1980—1984).
Лев Ізраїльович -керував групою упорядників збірника документів «Книга и книжное дело в Украинской ССР» (у 2 т., К., 1985—1986).
Протягом багатьох років Л. І. Гольденберг викладав курс іноземної бібліографії у Київському державному інституті культури, спецкурси з книгознавчих дисциплін у Київському відділенні Львівського поліграфічного інституту ім. І. Федорова.
За сімейними обставинами Лев Ізраїльович на початку 90-х років XX століття виїхав з родиною до США. Але не перериває творчої праці, цікавиться розвитком наукової думки, творчими здобутками бібліографознавства, працями фахівців Національної бібліотеки України імені В. І. Вернадського. Вже тут з'явилися друком його статті «Бібліографічна справа в Україні за умов державно-партійної цензури» (Укр. історик. — Нью Йорк; Торонто; Мюнхен. — 1994. — Т.XXXI, ч.1-4), «Забутий часопис. Цікавий епізод з історії українсько-болгарських культурних взаємин» (Укр. історик. — Нью Йорк; Торонто; Мюнхен. — 1997. — Т. XXXIV, ч.1-4), «Репертуар української книги: чергові роздуми навколо давньої проблеми» (Вісн. Кн. палати. — 1997. — № 9) та інші.
До 70-річчя від дня народження Л. І. Гольденберга вийшов друком біобібліографічний покажчик «Лев Ізраїльович Гольденберг» (укладач І. А. Певзнер. — К., 1991). У передмові доктор філологічних наук Степан Крижанівський зазначав: «Ставлячи питання: чи є для науковця, творця таке поняття як „заслужений відпочинок“, упевнено відповідаю — немає! Поки рука тримає перо, поки працює пам'ять — він у вічному пошуку».